# Édouard Ménétries

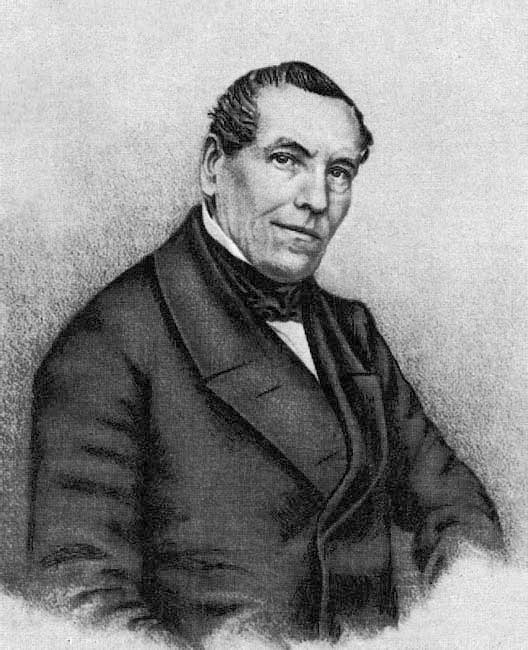
Édouard Ménétriés

Jean Édouard Ménétries (* 2. Oktober 1802 in Paris; † 10. April 1861 in Sankt Petersburg) war ein französischer Entomologe und Zoologe. Er wirkte in Sankt Petersburg und war der Gründer der Russischen Entomologischen Gesellschaft.

## Leben
Ménétries war in Paris ein Student von Georges Cuvier und Pierre André Latreille, die ihn Georg Heinrich von Langsdorff als Teilnehmer einer russischen Expedition nach Brasilien empfahlen, die 1821 bis 1825 stattfand. Danach ging er als Kurator der zoologischen Sammlung der Kunstkammer nach Sankt Petersburg, deren Sammlungen er erstmals nach wissenschaftlichen Gesichtspunkten ordnete. 1829 bis 1830 teilte ihn die Akademie als wissenschaftlichen Begleiter zusammen mit Johann Georg Lenz und Adolph Theodor Kupffer der Expedition des Generals Immanuel ins Innere des Kaukasus bzw. zum Elbrus zu. 1832 wurde er Kurator der entomologischen Abteilung des nunmehrigen Zoologischen Museums der Russischen Akademie der Wissenschaften, deren korrespondierendes Mitglied er 1855 wurde.
Er war Experte für Schmetterlinge und Käfer mit vielen Erstbeschreibungen vor allem aus Russland und Sibirien. Er bearbeitete aber auch Exemplare aus anderen Ländern aus den Sammelreisen von Alexander Theodor von Middendorff (1842 bis 1845 in den Norden Sibiriens) und Leopold von Schrenck (1853 bis 1857 an der russischen Pazifikküste), des Arztes Alexander Lehmann (nach Buchara, Xiva) und von Grigory Silych Karelin (1801–1872) nach Kasachstan. Seine Sammlung ist in Sankt Petersburg.
Ménétries war auf die Unterstützung von Amateur-Entomologen angewiesen, da er von offizieller Seite kaum Hilfe bekam, und diese nutzten dies teilweise zur Plünderung der Sammlungen aus. Eine unrühmliche Rolle spielte hier auch Wiktor Iwanowitsch Motschulski (1810–1871), ein Entomologe und Oberst, dessen Verbindung zum Museum erst durch den Nachfolger von Ménétries August Feodorovich Morawitz (1837–1897) beendet wurde. Kurz vor seinem Tod wurde 1860 die Russische Entomologische Gesellschaft in Sankt Petersburg gegründet, an deren Zustandekommen er wesentlichen Anteil hatte. Bei der Gründungsversammlung war er schon zu krank, um daran teilzunehmen. Zu den Gründern gehörten die Akademie-Mitglieder Johann Friedrich von Brandt und Karl Ernst von Baer (der erste Präsident der Gesellschaft) und der Forschungsreisende Middendorff.
Er interessierte sich später vor allem für Schmetterlinge. Als Herpetologe erstbenannte er einige höhere Wirbeltiere wie Bergkalanderlerche, die Rohrammer Emberiza schoeniclus caspia, die Marmelente, den Weißbüschel-Mückenfresser, Ravergiers Zornnatter und einen Natternaugen-Skink (Gestreiftes Natternauge).

## Mitgliedschaften
Als 1838 La Société Cuvierienne gegründet wird, war er eines der 140 Gründungsmitglieder der Gesellschaft. Im Jahr 1859 war er Mitbegründer der Russischen Entomologischen Gesellschaft.

## Dedikationsnamen
Alcide Dessalines d’Orbigny widmete ihm 1837 den Namen des Grauameisenschlüpfers (Myrmotherula menetriesii). Modest Nikolaevich Bogdanov ehrte ihn 1879 in der Mäusebussard-Unterart (Buteo buteo menetriesi). Arvid David Hummel nannte 1827 den Hochmoor-Laufkäfer (Carabus menetriesi), Motschulsky 1862 die Trechinae-Art Pseudanophthalmus menetriesii, nach ihm. Aristides von Caradja 1895 verwendete für die Scheckenfalter-Art Melitaeae menetriesi, ein Ersatzname für den bereits belegten Namen Melitaeae orientalis Ménétries, 1859. Cajetan von Felder und Rudolf von Felder widmeten ihm 1860 die Edelfalter-Unterart Euploea algea menetriesii. Halimede menetriesi Oberthur, C & Houlbert, 1922 wurde als Ersatz für Arge halimede Ménétries, 1858 (heute: Melanargia halimede) eingeführt, in der fälschlichen Annahme, dass der neue Gattungsname nicht wie der Artname heißen darf.

## Schriften
- Catalogue raisonné des objets de zoologie recueillis dans un voyage au Caucase et jusqu'aux frontières de la Perse entrepris par ordre de S. M. l'Empereur. L'Imprimerie Académie impériale des sciences, Sankt-Petersburg 1832 (biodiversitylibrary.org).
- Monographie de la famille des Myiotherinæ où sont décrites les espèces qui ornent le Musée de l'Académie Impériale des Sciences. In: Mémoires de l'Académie impériale des sciences de Saint-Pétersbourg (= 6 Sciences mathématiques, physiques et naturelles). Band 3, Nr. 2, 1835, S. 443–543 (biodiversitylibrary.org).
- Catalogue des Insects recueillis par feu M. Lehmann avec descriptions des nouvelles espèces. In: Mémoires de l'Académie impériale des sciences de Saint-Pétersbourg (= 6 Sciences mathématiques, physiques et naturelles). Band 6, Nr. 2, 1849, S. 17–67 (biodiversitylibrary.org).
- Enumeratio corporum animalium Musei imperialis Academiae scientiarum Petropolitanae – Classis insectorum, ordo lepidopterorum. 1 (Lepidoptera diurna). Typis Academae Scientiarum Imperialis, Sankt-Petersburg 1855 (biodiversitylibrary.org).
- Lepidoptéres de la Sibérie orientale et en particulier des rives de l'Amour. In: Bulletin de la Classe physico-mathématique de l'Académie impériale des sciences de Saint-Pétersbourg. Band 17, Nr. 12/13/14, 11. Juni 1858, S. 212–221 (biodiversitylibrary.org).
- Sur quelques Lépidoptères de Lenkoran et de Talyche. In: Bulletin de la Classe physico-mathématique de l'Académie impériale des sciences de Saint-Pétersbourg. Band 17, Nr. 20, 29. Oktober 1858, S. 313–316 (biodiversitylibrary.org).
- Lepidoptéres de la Sibérie orientale et en particulier des rives de l'Amour in Dr. L. v. Schenck's Reisen und Forschungen im Amur-Lande. Band 2, Nr. 1. Gedruckt auf Verfügung der Kaiserlichen Akademie der Wissenschaften, Sankt-Petersburg 1859, S. 1–75 (biodiversitylibrary.org – 1859–1867).
- Sur quelques Lépidoptères du Gouvernement de Iakousk. In: Bulletin de la Classe physico-mathématique de l'Académie impériale des sciences de Saint-Pétersbourg. Band 17, Nr. 31, 18. März 1859, S. 494–496 (biodiversitylibrary.org).